# Perényi Szabolcs
Perényi Szabolcs Mihai (Nagykároly, 1982. július 5. –) romániai magyar labdarúgó, 2007 óta a Nyíregyháza Spartacus FC játékosa.